# Lagenorhynchus obliquidens
Espèce
Répartition géographique
Statut de conservation UICN

 LC  : Préoccupation mineure
Statut CITES
Le dauphin à flancs blancs du Pacifique ou dauphin de Gill (Lagenorhynchus obliquidens) est un genre de Lagenorhynchus de la famille des delphininés.

## Description et répartition
Le dauphin à flancs blancs du Pacifique mesure entre 210 et 250 cm et pèse entre (1?)75 et (1?)90 kg. Reconnaissable à sa tête allongée, à sa coloration et à sa grande nageoire dorsale, ce dauphin nage souvent dans le sillage des navires dans le Pacifique Nord. Il a le dos sombre, le ventre gris-blanc, une tache de la même couleur sur la partie antérieure de son flanc et une bande pâle parcourant son corps de la tête à la queue. Ses mâchoires sont garnies toutes les deux de 23 à 26 robustes dents coniques.

## Mode de vie
Il se nourrit de divers poissons et de calmars. Il forme des bandes à la composition changeante qui comptent de 10 à 1 000 individus et il s'associe souvent à d'autres dauphins et à des baleines. Après une gestation de 10 à 12 mois, la femelle donne le jour à un unique petit de 90 cm de long.
La pêche de ce dauphin représente une part importante des activités de certains établissements du nord-ouest du Pacifique.

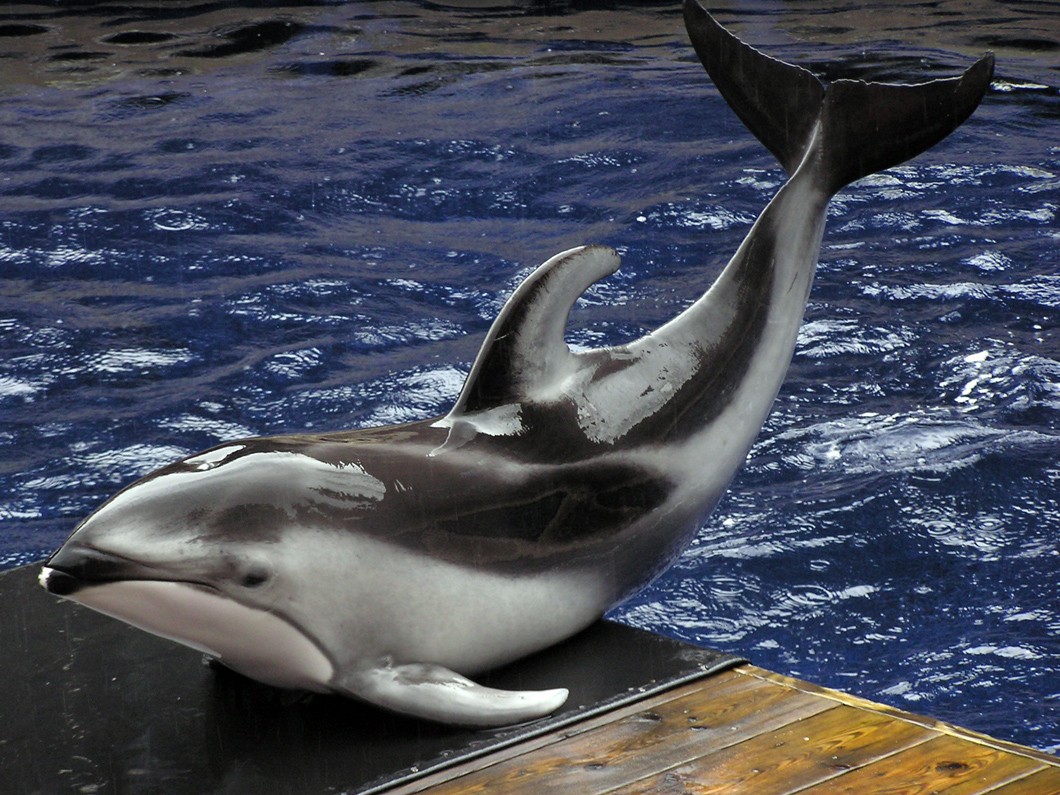
Dauphin de Gill à l'aquarium de Vancouver.

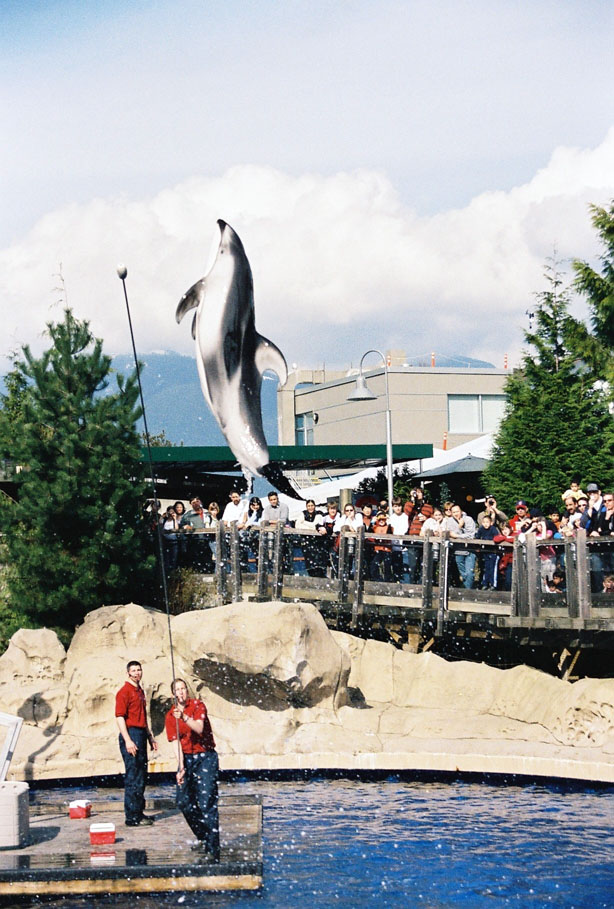
Dauphin de Gill à l'aquarium de Vancouver.